# Distrito de Grande-Rivière-du-Nord
El distrito de Grande-Rivière-du-Nord (en francés arrondissement de Grande-Rivière-du-Nord; y en criollo haitiano: Grann Rivyè dinò) es una división administrativa haitiana, que está situada en el departamento de Norte.

## División territorial
Está formado por el reagrupamiento de dos comunas:
- Bahon
- Grande-Rivière-du-Nord